# Luciano García Lorenzo
Luciano García Lorenzo (1943) es un profesor, historiador y crítico literario español especializado en teatro del siglo de oro y la obra galdosiana.

## Biografía
Miembro de la Comisión Científica y la Junta de Gobierno del CSIC, ha sido director del Festival Internacional de Teatro Clásico de Almagro, asesor de la Compañía Nacional de Teatro Clásico, y profesor de las Universidades de Montreal y Complutense de Madrid, además de profesor invitado en diversas universidades de Europa y América del Norte.

## Obra

### Ensayos y estudios académicos
De entre sus obras y estudios críticos, destaca el conjunto de investigaciones y ensayos sobre el teatro clásico español y su historia:
- El teatro de Guillén de Castro (1976, isbn 84-320-7652-X)
- La criada en el teatro español del siglo XVIII (isbn 84-245-1157-3)
- El teatro clásico español a través de sus monarcas (isbn 84-245-1101-8)
- La construcción de un personaje: el gracioso
- El figurón: texto y puesta en escena
- Autoras y actrices en la historia del teatro español (isbn 9788483711699).</ref>

### Teatro
- Parque temático (Ñaque Editora). Finalista del Premio de la Crítica de Castilla y León (2025)[4]

## Actividad académica
- 2021: Jornadas de teatro español del Siglo de Oro. Clásicos en Alcalá. Alcalá de Henares.[5]